# Wilfried Zaha
Wilfried Zaha vagy teljes nevén Dazet Wilfried Armel Zaha (Abidjan, 1992 november 10. –) angol labdarúgó, a Charlotte játékosa kölcsönben a török Galatasaray csapatától. Elefántcsontparton született. Az angol nemzeti csapatban debütált 2012-ben,ahol kétszer lépett pályára. 2017-ben pedig az elefántcsontpart válogatottban debütált.

## Fiatal évei
Wilfried Bony testvéreként született Abidjanban, Elefántcsontparton, de négyéves korában Londonba költözött a családjával.

## Pályafutása

### Olympique Lyon(kölcsönben)
2024. augusztus 30-án a francia Olympique Lyon a 2024–2025-ös szezon végéig kölcsönbe szerződtette 3 millió euróért. 2025. január 22-én a Lyon és a Galatasaray közötti közös megegyezést követően felbontották a szerződést.

### Charlotte(kölcsönben)
2025. január 22-én jelentette be a Charlotte, hogy 2026. január 17-ig kölcsönben szerződtette, amit 2026. június 30-ig meghosszabbíthatnak.

## Sikerei, díjai
- Manchester United
  - Angol szuperkupa: 2013

- Galatasaray
  - Török bajnok: 2023–24
  - Török szuperkupa: 2023

## Statisztikái

### Klub
2018. május 13-án lett frissítve.
| Klub                      | Szezon           | Liga             | Liga            | Liga  | FA-kupa         | FA-kupa | Ligakupa        | Ligakupa | Egyébként       | Egyébként | Összesen        | Összesen | Összesen |
| Klub                      | Szezon           | Bajnokság        | Pályára lépések | Gólok | Pályára lépések | Gólok   | Pályára lépések | Gólok    | Pályára lépések | Gólok     | Pályára lépések | Gólok    |          |
| ------------------------- | ---------------- | ---------------- | --------------- | ----- | --------------- | ------- | --------------- | -------- | --------------- | --------- | --------------- | -------- | -------- |
| Crystal Palace            | 2009–10          | Championship     | 1               | 0     | 0               | 0       | 0               | 0        | —               | —         | 1               | 0        |          |
| Crystal Palace            | 2010–11          | Championship     | 41              | 1     | 1               | 0       | 2               | 0        | —               | —         | 44              | 1        |          |
| Crystal Palace            | 2011–12          | Championship     | 41              | 6     | 0               | 0       | 7               | 3        | —               | —         | 48              | 9        |          |
| Crystal Palace            | 2012–13          | Championship     | 43              | 6     | 2               | 0       | 2               | 0        | 3               | 2         | 50              | 8        |          |
| összesen                  | összesen         | összesen         | 126             | 13    | 3               | 0       | 11              | 3        | 3               | 2         | 143             | 18       |          |
| Manchester United         | 2013–14          | Premier League   | 2               | 0     | 0               | 0       | 1               | 0        | 1               | 0         | 4               | 0        |          |
| Manchester United         | 2014–15          | Premier League   | 0               | 0     | —               | —       | 0               | 0        | —               | —         | 0               | 0        |          |
| összesen                  | összesen         | összesen         | 2               | 0     | 0               | 0       | 1               | 0        | 1               | 0         | 4               | 0        |          |
| Cardiff City (kölcsönben) | 2013–14          | Premier League   | 12              | 0     | 1               | 0       | —               | —        | —               | —         | 13              | 0        |          |
| Crystal Palace            | 2014–15          | Premier League   | 31              | 4     | 3               | 0       | 1               | 0        | —               | —         | 35              | 4        |          |
| Crystal Palace            | 2015–16          | Premier League   | 34              | 2     | 6               | 2       | 3               | 1        | —               | —         | 43              | 5        |          |
| Crystal Palace            | 2016–17          | Premier League   | 35              | 7     | 0               | 0       | 2               | 0        | —               | —         | 37              | 7        |          |
| Crystal Palace            | 2017–18          | Premier League   | 29              | 9     | 0               | 0       | 0               | 0        | —               | —         | 29              | 9        |          |
| összesen                  | összesen         | összesen         | 129             | 22    | 9               | 2       | 6               | 1        | —               | —         | 144             | 25       |          |
| Karrier összesen          | Karrier összesen | Karrier összesen | 269             | 35    | 13              | 2       | 18              | 4        | 4               | 2         | 304             | 43       |          |

### A válogatottban
2017. november 11-én lett frissítve.
| Nemzet           | Évek     | Pályára lépések | Gólok |
| ---------------- | -------- | --------------- | ----- |
| Anglia           | 2012     | 1               | 0     |
| Anglia           | 2013     | 1               | 0     |
| összesen         | összesen | 2               | 0     |
| Elefántcsontpart | 2017     | 8               | 2     |
| összesen         | összesen | 8               | 2     |

### Góljai a válogatottba
| # | Dátum             | Helyszín                                                      | Pályára lépés | Ellenfél    | Gól | Eredmény | Verseny             |
| - | ----------------- | ------------------------------------------------------------- | ------------- | ----------- | --- | -------- | ------------------- |
| 1 | 2017. január 11.  | Zayed Sports City Stadium, Abu-Dzabi, Egyesült Arab Emírségek | 2             | Uganda      | 2–0 | 3–0      | Barátságos mérkőzés |
| 2 | 2017. március 24. | Krasznodar Stadion, Krasznodar, Oroszország                   | 6             | Oroszország | 2–0 | 2–0      | Barátságos mérkőzés |